# David Harum (1915)
David Harum is een Amerikaanse filmkomedie uit 1915 onder regie van Allan Dwan.

## Verhaal
David Harum is bankier en paardenverkoper in een klein stadje. Zijn buren beschouwen hem als een chagrijnige zonderling, maar stiekem is hij een goedhartige filantroop. Hij beïnvloedt het leven van de mensen in zijn omgeving zonder dat ze het zelf beseffen.

## Rolverdeling
| Acteur           | Personage   |
| ---------------- | ----------- |
| William H. Crane | David Harum |
| Harold Lockwood  | John Lennox |
| May Allison      | Mary Blake  |
| Kate Meeks       | Tante Polly |
| Hal Clarendon    | Chet Timson |
| Guy Nichols      | Perkins     |
| Addie Dunant     | Tante Polly |